# Parasitierter Bär
Der Parasitierte Bär  (Ocnogyna parasita) ist ein Schmetterling (Nachtfalter) aus der Unterfamilie der Bärenspinner (Arctiinae).

## Merkmale

### Falter
Die Falter besitzen eine Flügelspannweite von 27 bis 32 Millimetern bei den Männchen. Ihre Vorderflügeloberseite hat eine graue Grundfarbe und ist mit einigen schwarzen Keil- und Längsflecken versehen. Die Hinterflügeloberseite ist hellgrau, zum Saum hin verdunkelt und leicht hyalin. Die Unterseiten sämtlicher Flügel bilden die Farben und Muster der Oberseiten in undeutlicher und abgeschwächter Intensität ab. Zwischen den beiden Geschlechtern besteht ein starker Sexualdimorphismus. Die Flügel der Weibchen sind wesentlich verkürzt und erreichen Flügelspannweiten von 14 bis 23 Millimetern. Zuweilen zeigen deren Flügel rötliche Farbtönungen. Thorax und Abdomen sind stark wollig grau behaart. Die Fühler der Männchen sind beidseitig lang bewimpert, diejenigen der Weibchen sind fadenförmig und leicht sägezähnig.

### Raupe
Die Raupen sind stark behaart, zeigen drei gelbe Längsstreifen und sind auf jedem Segment mit schwärzlichen Warzen versehen. Bei jüngeren Tieren ist die Behaarung grau. Ausgewachsene Raupen sind rötlich oder gelblich behaart.

## Verbreitung und Vorkommen
Die Art ist in den Französischen, Schweizer und Italienischen Alpen in Höhen zwischen 1200 und 2500 Metern lokal verbreitet. Sie kommt außerdem in den Gebieten um das Schwarze Meer, dem südlichen Balkan, Kleinasien und Südrussland vor. Der Parasitierte Bär besiedelt neben Hügel- und Gebirgslagen auch Magerrasenflächen.

## Lebensweise
Die Flugzeit der in einer Generation fliegenden Falter umfasst je nach den klimatischen Gegebenheiten die Monate Februar bis Mai. In den Alpen erscheinen sie unmittelbar nach der Schneeschmelze. Die Männchen besuchen künstliche Lichtquellen. In Russland wurden sie auch im Sonnenschein fliegend beobachtet. Nach der Begattung legen die Weibchen die Eier in großer Anzahl an Steinen oder niedriger Vegetation ab. Junge Raupen leben gesellig, ältere einzeln. Sie ernähren sich polyphag. Hauptnahrungspflanzen sind die Blätter von Enzian- (Gentiana), Wegerich- (Plantago), Nessel- (Urtica) oder Skabiosen-Arten (Scabiosa) und anderer niedrig wachsender Pflanzen. Die Raupen sind oftmals zu einem hohen Prozentsatz von Parasitoiden befallen. Diesem Umstand verdankt die Art ihren Namen. Erkrankungen der Raupen werden beispielsweise durch Raupenfliegen der Gattung Phebellia oder Schimmelpilze der Gattung Botrytis ausgelöst. Die Verpuppung erfolgt in einem Kokon in der Erde. Die Art überwintert als Puppe, wobei diese zuweilen zwei Jahre überliegt.

## Unterarten
Neben der in den Alpen vorkommenden Nominatform Ocnogyna parasita parasita werden die folgenden Unterarten unterschieden:
- Ocnogyna parasita arenosa Witt, 1980, (Griechenland)
- Ocnogyna parasita intermedia Staudinger, 1878, (Kleinasien)
- Ocnogyna parasita lianea Witt, 1980, (Balkanhalbinsel)
- Ocnogyna parasita parasita Hübner, 1790, (Europa)
- Ocnogyna parasita rothschildi Bang-Haas, 1912, (Unteres Wolgagebiet)

(Ocnogyna parasita nogelli Lederer, 1865 = Ocnogyna nogelli Lederer, 1865, (Kleinasien)).